# 一条美賀子

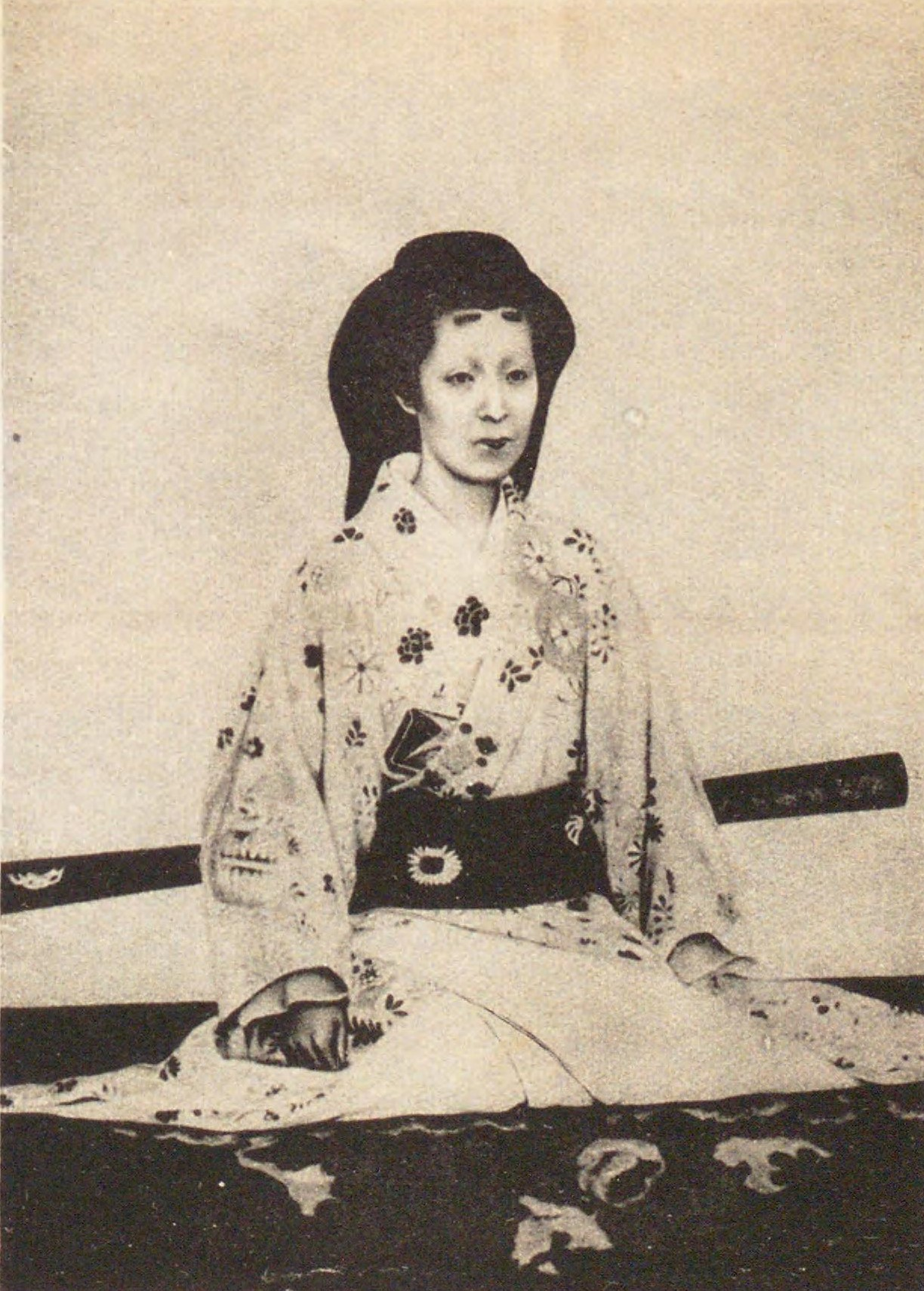
一条美賀子

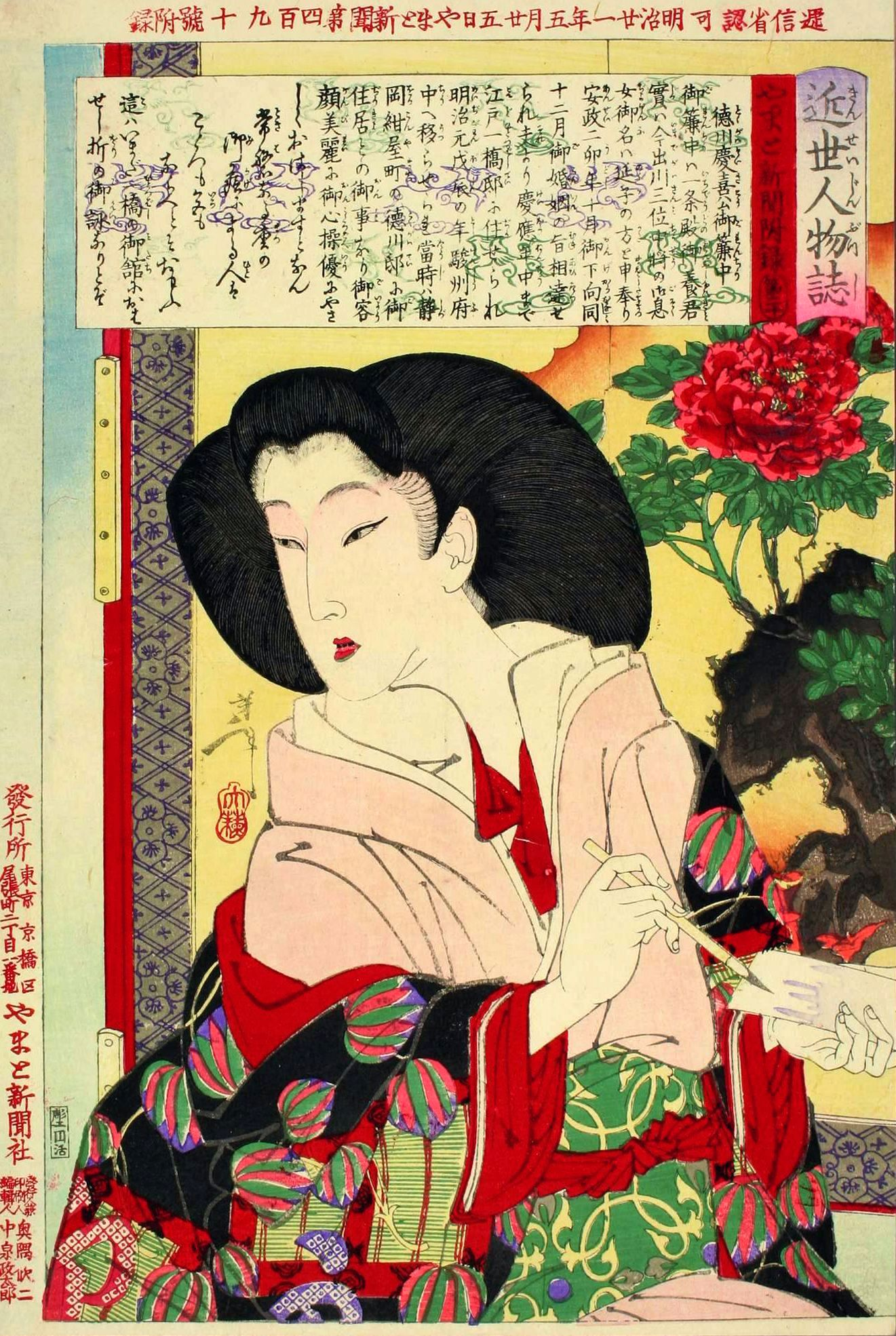
『近世人物誌 徳川慶喜公御簾中』
（月岡芳年画）

一条 美賀子（いちじょう みかこ、徳川 美賀子、天保6年7月19日（1835年9月11日） - 明治27年（1894年）7月9日）は、幕末から明治の公家女性で、最後の征夷大将軍・徳川慶喜の正室（御台所）。実父は今出川公久、養父は一条忠香、昭憲皇太后は義妹。幼名は延君（のぶきみ）、当初の諱は省子。

## 略歴

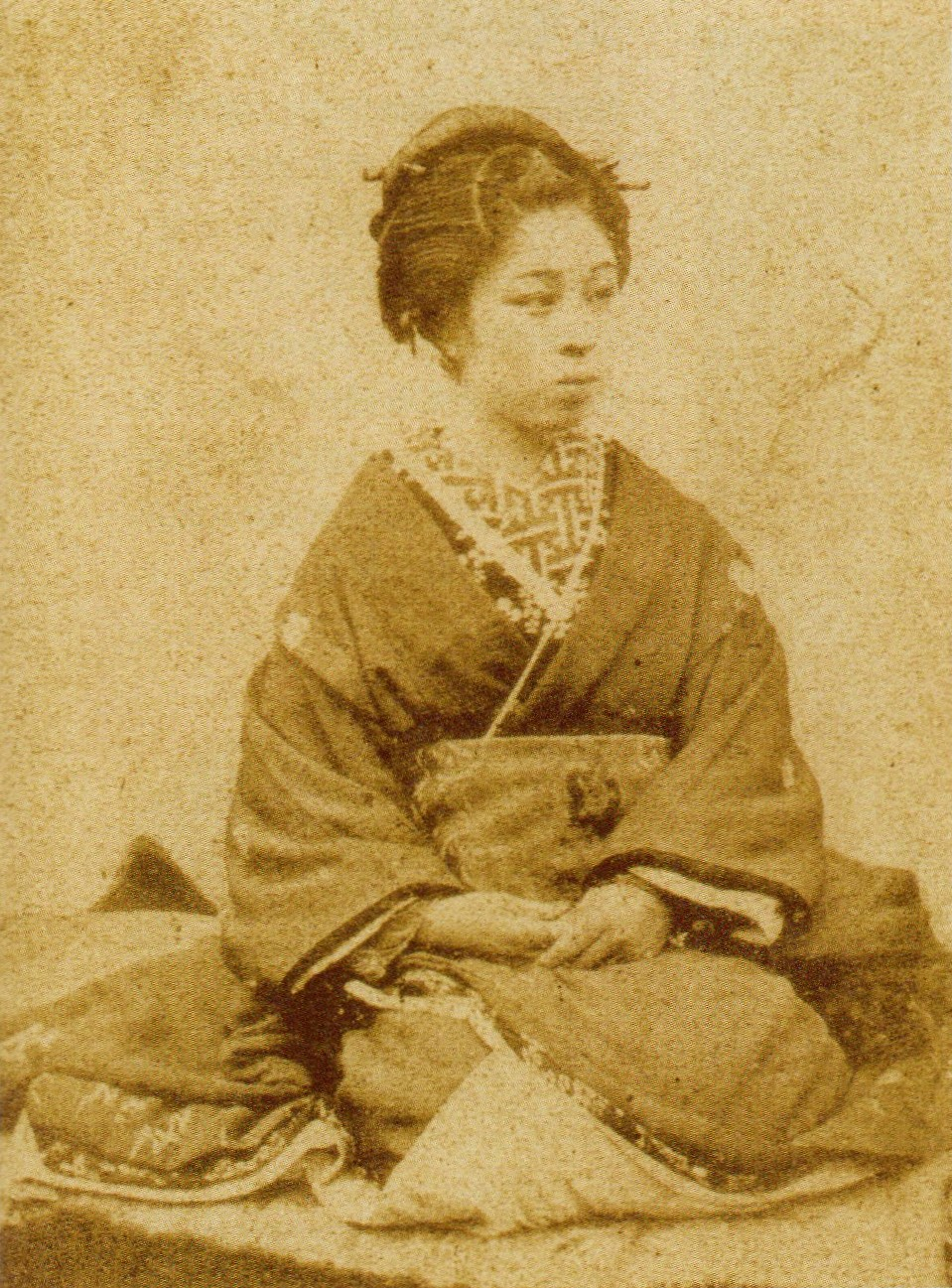
1850年代 美賀子

当初、徳川慶喜は関白・一条忠香の娘・千代君（照姫）と婚約していたが、婚儀直前に千代君は疱瘡に罹患した。そのため代役として立てられたのが延君であった。延君は忠香の養女となり、「省君」と改名、嘉永6年（1853年）5月18日（旧暦）に婚約が調い、江戸に下向、安政2年（1855年）11月15日に結納、同年12月3日に結婚した。
慶喜との間に安政5年（1858年）7月16日に女子を出産するも、20日には夭折した。その後、慶喜は将軍後見職となり、将軍家茂と共に京に向かい、長い別居生活に入る。慶応2年（1866年）に慶喜は将軍となるが、この時も慶喜は入洛中であり、省子も江戸城大奥には入っていない。また、慶応3年（1867年）12月の王政復古の大号令で慶喜の将軍辞職が認められたことに伴い、それまで省子に用いられていた尊称は「御台所」から「御簾中」に改められた。
慶応4年（1868年）1月にようやく慶喜は江戸に戻ってくるが、それは将軍職を返上した後のことであり、慶喜はそのまま上野寛永寺、引き続き駿府宝台院にて謹慎生活に入り、省子は対面することが出来なかった。明治維新後も慶喜は静岡、省子は東京の一橋屋敷という別居生活は続いた。この頃、「省子」から「美賀子」に改名している。
明治2年（1869年）9月に慶喜の謹慎が解除され、その2か月後に美賀子は静岡に向かい、10年ぶりに共に暮らすようになる。その後、慶喜は新村信、中根幸という側室を抱えたが、その間に生まれた子供はすべて美賀子を実母として育てられた。
明治27年（1894年）に乳癌を発症し、5月に治療のため東京の徳川家達の屋敷に移る。同19日に高松凌雲の執刀で手術を受けるが肺水腫を併発するなど経過は思わしくなく、7月9日に死去した。享年60。院号は「貞粛院」、墓所は東京の谷中霊園。
静岡で見送った慶喜に送った和歌は、美賀子の辞世の句として紹介されることが多い。
「かくはかり　うたて別をするか路に　つきぬ名残は　ふちのしらゆき」

## 人物

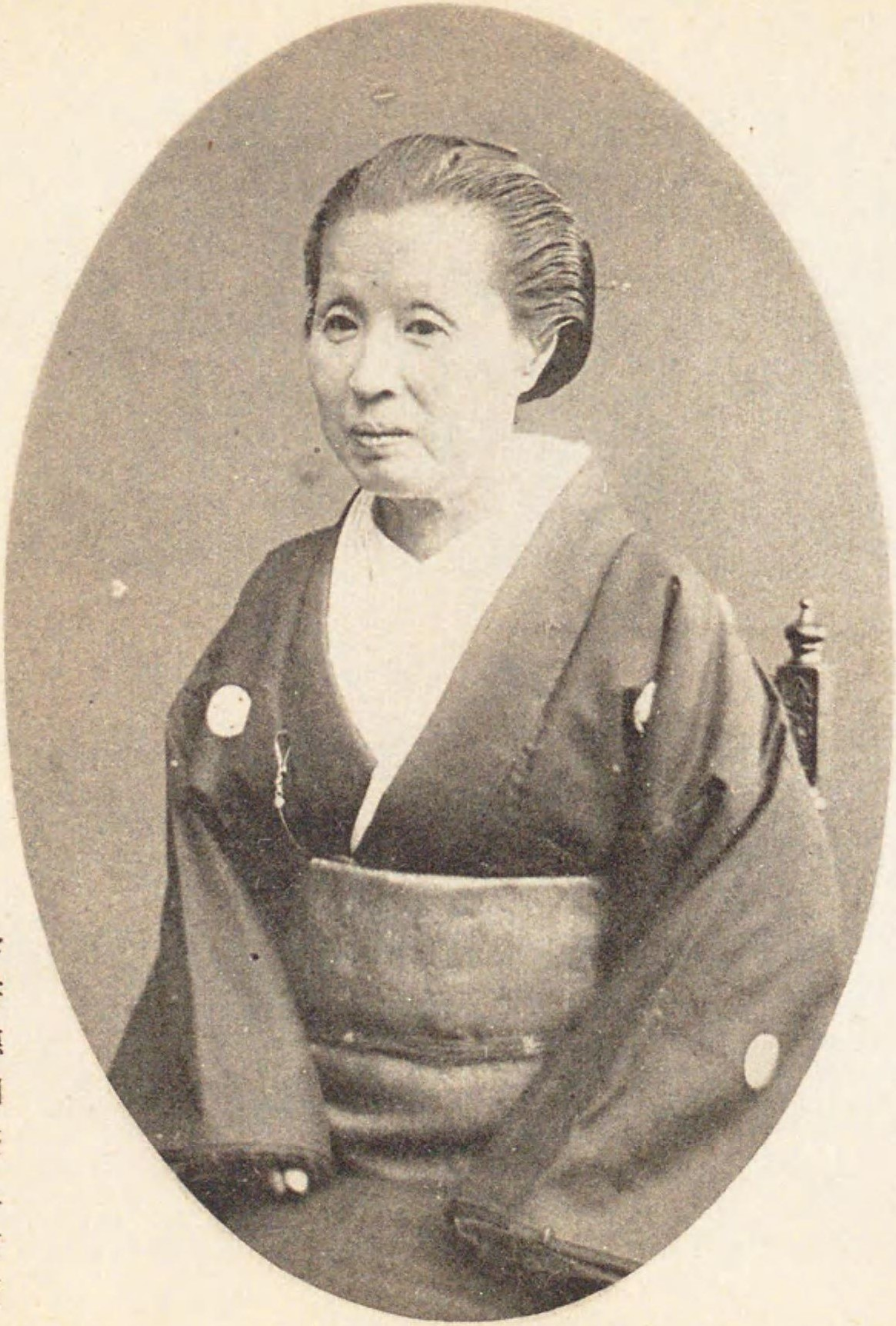
晩年の美賀子

- 慶喜との婚約自体が代役として急遽決められたものであった上、慶喜は義祖母にあたる一橋慶壽未亡人・徳信院と大変に仲が良かったため、美賀子は非常に寂しい新婚生活を送ったと言われる。さらに、結婚後3年経ってようやく授かった女子もすぐに死んだことから、ますます性格はふさぎ込むようになっていったと言われる。慶喜の謹慎解除後になって、ようやく慶喜生母・貞芳院や徳信院の取りなしにより静岡に向かい同居した。その後はそれなりに夫婦仲も修復したようである。ただし、美賀子は病弱であったこともあって、二度と子供を授かることはなかった。
- 美賀子との仲はしっくりいかなかった慶喜であるが、美賀子の実家との仲は良好で、将軍後見職を務めていた頃には今出川家の世話になっている。
- 慶喜が将軍在職時に江戸城に入城しなかったこともあって、美賀子も将軍正室でありながら一度も江戸城大奥へ入城することはなかった。

## 関連作品
小説
- 最後の将軍 徳川慶喜（1966年、文藝春秋 著：司馬遼太郎）
- 正室 慶喜と美賀子（2013年、講談社 著：林真理子）

テレビドラマ
- 大奥（1968年、関西テレビ 演：谷口香）
- 大奥（1983年、関西テレビ 演：葉山葉子）
- 尾張幕末風雲録（1998年、テレビ東京 演：松平友希）
- 徳川慶喜（1998年、NHK大河ドラマ 演：石田ひかり）ただし役名は初登場時より「美賀」。
- 青天を衝け（2021年、NHK大河ドラマ 演：川栄李奈）ただし役名は初登場時（慶喜の将軍就任より前）から「美賀君」[2][3]。